# Eucharis candida
Eucharis candida är en amaryllisväxtart som beskrevs av Jules Émile Planchon och Jean Jules Linden. Eucharis candida ingår i släktet Eucharis och familjen amaryllisväxter. Inga underarter finns listade i Catalogue of Life.

## Bildgalleri

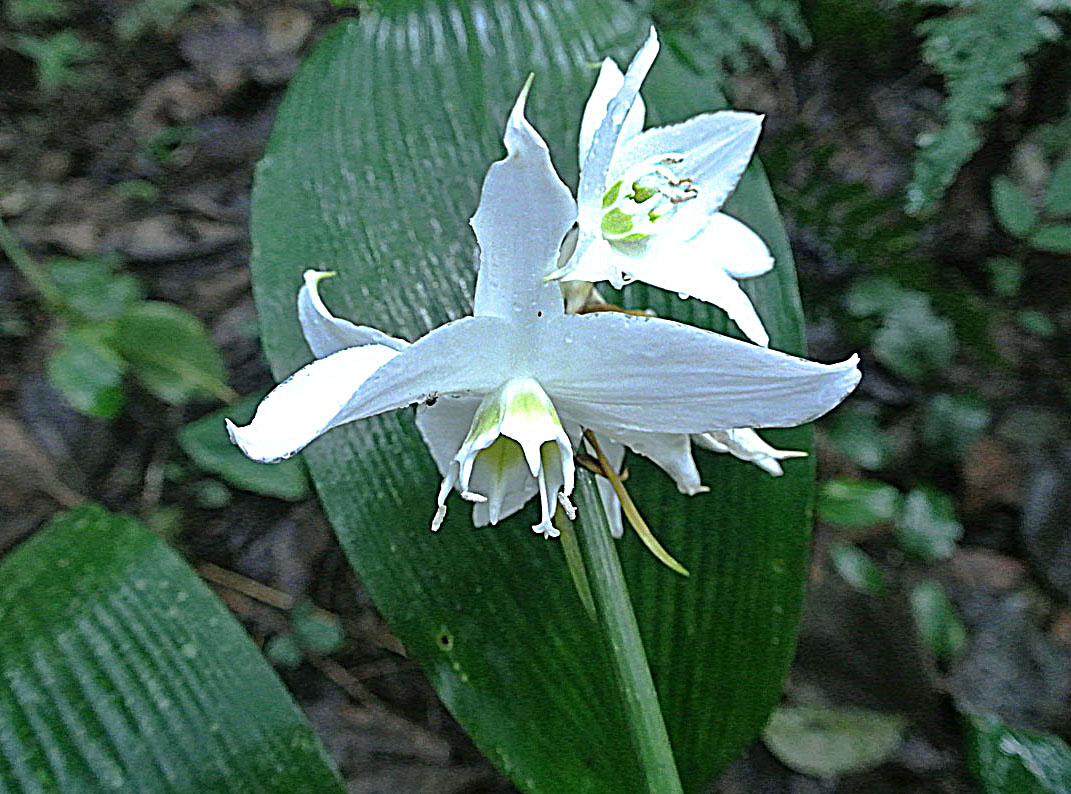